# Rick Majerus
Richard Raymond "Rick" Majerus (Sheboygan Falls, Wisconsin, 17 de febrero de 1948 - Los Ángeles, California, 1 de diciembre de 2012) fue un entrenador de baloncesto estadounidense que dirigió a equipos de la División I de la NCAA durante 25 temporadas. Su mayor éxito fue alcanzar la Final de la NCAA de 1998 con la Universidad de Utah, en la que cayeron ante la Universidad de Kentucky.

## Trayectoria deportiva

### Universidad
Asistió a la Universidad de Marquette donde en 1967 hizo una prueba con el equipo. Tras no ser admitido, acabó como estudiante asistente.

### Entrenador
Siendo todavía estudiante, comentzó a entrenar al instituto St. Sebastian en Milwaukee. Tras graduarse en historia, comenzó como asistente en su alma mater a las órdenes del legendario Al McGuire, con el que permaneció hasta 1977, y posteriormente a las de Hank Raymonds hasta 1983, fecha en la que se hizo cargo del equipo como entrenador principal. Ejerció durante tres temporadas, en las que consiguió 56 victorias y 35 derrotas.
En la 1986-1987 fue contratado como asistente de Don Nelson en los Milwaukee Bucks. Tras esa temporada regresó a los banquillos universitarios para dirigir a la Universidad Ball State durante dos temporadas, en las que logró 43 victorias y 17 derrotas, logrando el campeonato de la Mid-American Conference y clasificando al equipo para disputar el Torneo de la NCAA.
En 1989 es contratado por la Universidad de Utah. Durante los 15 años que permaneció en el banquillo, llevó a los Utes a diez torneos de la NCAA y diez campeonatos de conferencia. Alcanzó en cuatro ocasiones la fase de Sweet 16 (octavos de final), dos veces la Elite Eight (cuartos de final) y disputó la final Four y el partido por el campeonato a la Universidad de Kentucky en 1998. Utah acabó cuatro temporadas entre los 10 primeros del ranking, incluido un número 2 en 1998.
En enero de 2004, tras 323 victorias en quince temporadas, tuvo que dejar el equipo por sus problemas de salud, teniéndose que someter a un bypass coronario. En el mes de diciembre firmó como entrenador de la Universidad del Sur de California, pero cinco días después convocó a la prensa para anunciar su renuncia al puesto debido a sus problemas de salud.
Entre 2004 y 2007 trabajó como analista en la ESPN. En abril de 2007 aceptó el puesto de entrenador de la Universidad de Saint Louis. Llevó al equipo a su primer torneo de la NCAA en doce temporadas. En tres años, logró 95 victorias y 69 derrotas.
En agosto de 2012 anunció que no se sentaría en el banquillo la siguiente temporada debido a serios problemas de corazón. Falleció el 1 de diciembre de ese año en un hospital de Los Ángeles a causa de un fallo coronario. Tenía 64 años de edad.